# Eugene Holiday
Eugene Bernard Holiday (Philipsburg, 14 december 1962) was de eerste gouverneur van Sint Maarten van 2010 tot 2022. Hij werd geïnstalleerd op 7 september 2010 door de Rijksministerraad. Voordat hij benoemd werd als Gouverneur van Sint Maarten was hij directeur van Winair en Managing Director van Princess Juliana International Airport.
Holiday volgde zijn vwo in Nijmegen en studeerde vervolgens economie aan de Universiteit Tilburg. Na zijn studie vervulde hij meerdere functies voor de Bank van de Nederlandse Antillen.
Op 23 september 2022 werd Holiday benoemd tot Commandeur in de Orde van Oranje Nassau, dit vanwege zijn vertrek als gouverneur.
- Virtual International Authority File: 317178644